# رودلف فون ألت
رودلف فون ألت (بالألمانية: Rudolf von Alt)‏ هو رسام نمساوي، ولد في 28 أغسطس 1812 في فيينا في النمسا، وتوفي بنفس المكان في 12 مارس 1905.

## وصلات خارجية
- رودلف فون ألت على موقع ميوزك برينز (الإنجليزية)
- رودلف فون ألت على موقع ديسكوغز (الإنجليزية)